# Веш-машина
Машина за прање веша или, краће, веш машина представља полуаутоматску комбиновану машину намењену за прање прљавог веша. Назив веш машина употребљава се за машине које употребљавају воду за прање уместо хемијског чишћења, где се користе и хемикалије.

## Историја
Прву веш машину је конструисао немачки научник Јакоб Кристијан Шеферн 1767. године. Механичке веш машине датирају од 19. века и њихови основни принципи задржали су се углавном до данас, без битних промена. Најзначајније промене су биле прелазак на струју уместо дотадашњег ручног погона и замена засебне цедиљке за веш центрифугом. Први модерна "аутоматик" веш машина је настала 1937. године и имала је механички програматор и мотор који је радио на две брзине, спорија за покрете муљања веша приликом прања и испирања и бржа за центрифугирање. На просторима бивше СФРЈ веш машине почињу да се омасовљавају крајем шездесетих и почетком седамдесетих лиценцном производњом пре свега Занусијевих (Горење) и Индеситових (Обод) веш машина, док је нишка Електронска индустрија производила потпуно домаће дизајне.
Први корак је ставити материјал за чишћење у воду која садржи средство за прање. Материјал и вода се затим мешају кружним покретима. Након тога вода се испумпа и тканине се центрифугирају, те се на тај начин делимично исуше. Затим се додаје чиста вода којом се одстрањује средство за прање и на крају се материјал поново центрифугира, мада се неки материјали ваде и без центрифуге, јер их она може оштетити.

## Начин рада
Основни делови веш машине су бубањ, казан, програматор, грејач, погонски електромотор, термостат, пумпа за воду, филтер и дозирна посуда. Бубањ може бити окренут хоризонтално, са отвором за убацивање веша на предњој страни, и вертикалан, са отвором за убацивање веша на горњој страни. Он је изграђен од избушеног лима и наизменично се окреће у једном, па у другом смеру. Покретни бубањ је ограничен спољњим већим бубњем, који спречава излазак воде из веш машине. Просечна брзина бубња је 30-45 обртаја у минути, са променом смера на 4-5 обртаја. Програматор је програмски сатни механизам, који аутоматским укључивањем и искључивањем појединих склопова управља радом целе веш машине. Грејач загрева воду на програмирану температуру коју мери термостат, док електромотор, под контролом програматора, покреће бубањ машине. Пумпа за воду у склопу са филтером налази се у доњем делу машине. Она након прања избацује прљаву воду из веш машине, док филтер спречава да кроз механизам веш машине прођу предмети као што су игле, каменчићи и дугмад.

## Најчешћи кварови
Статистички гледано, делови на веш машини који се највише кваре су:.
- 17% лежајеви и семеринг
- 15% амортизери
- 12% филтери
- 12% пумпе
- 11% грејач
- 10% ремен
- 8% биметалне бравице
- 6% гума на вратима

## Социјални утицај
Историјски напоран процес прања одеће (задатак који је често имао цео дан одређен за обављање) понекад је означаван као 'женски посао'. Ширење машине за прање веша сматра се покретачком снагом која стоји иза побољшања положаја жена у друштву.
Италијански лист L'Osservatore Romano је 2009. године објавио је Плејбојев чланак о Међународном дану жена у којем се тврди да је машина за прање рубља учинила више за ослобођење жена него контрацепцијске пилуле и права на побачај. Једна студија са Монтреалског универзитета у Канади, представила је слично гледиште, додајући и фрижидере. Следеће године, шведски статистичар Ханс Рослинг сугерисао је да позитиван ефекат машине за прање веша на ослобађање жена чини је „највећим изумом индустријске револуције”. Тврдило се да су машине за прање веша пример технологије за уштеду радне снаге, која не смањује запосленост, јер домаћинства могу да интернализују добитке иновација. Историчарка Франсес Финеган придаје заслуге расту ове технологије у подривању економске одрживости Магдаленских азила у Ирској, за које је касније откривено да су затвори за жене у којима су нечовечно злостављане, замењујући њихову привреду прање рубља и доводећи до коначног затварања тих институција у целини. Ирска феминисткиња Мари Франсес Макдоналд описала је машине за прање веша као појединачни изум који је највише изменио живот жена.
Пре појаве машине за прање веша, веш се прао прво на водотоцима, а затим у јавним праоницама познатим као лавори. Камил Паглија и други тврде да је машина за прање веша довела до вида друштвене изолације жена, јер је заједничка активност постала усамљеничка.
У Индији се добиси, кастинска група специјализована за прање веша, полако прилагођава савременој технологији, али чак и уз приступ машинама за прање веша, многи и даље ручно перу одећу. Будући да је већина модерних домова опремљена машином за прање веша, многи Индијци су одустали од услуга добивалаха.

## Утицај на животну средину
Због све већих трошкова поправки у односу на цену машине за прање веша, дошло је до великог повећања броја неисправних машина за прање веша које се одбацују, на уштрб животне средине. Због трошкова поправке и очекиваног века трајања машине куповина нове машине може изгледати као боља опција.
Различити модели машина за прање веша увелико се разликују у употреби воде, детерџента и енергије. Енергија потребна за загревање је велика у поређењу са енергијом коју користе осветљење, електрични мотори и електронски уређаји. Због употребе топле воде, машине за прање веша су међу највећим потрошачима енергије у типичном модерном дому.